# Världsmästerskapen i nordisk skidsport 1978
Världsmästerskapen i nordisk skidsport 1978 ägde rum i Lahtis i Finland mellan den 18 och 26 februari 1978. Nyhet denna gång var 20 kilometer för damer. Arenorna som ligger tillsammans var Salpausselkä-backarna för backhoppningen och Lahtis stadion för längdskidåkningen.

## Längdskidåkning herrar

### 15 kilometer klassisk stil
21 februari 1978
| Medalj | Tävlande                         | Tid      |
| Guld   | Josef Łuszczek, Polen            | 49.09,37 |
| Silver | Jevgenij Beljajev, Sovjetunionen | 49.11,62 |
| Brons  | Juha Mieto, Finland              | 49.14,37 |

### 30 kilometer klassisk stil
19 februari 1978
| Medalj | Tävlande                        | Tid        |
| Guld   | Sergej Saveljev, Sovjetunionen  | 1:32.56,00 |
| Silver | Nikolaj Zimjatov, Sovjetunionen | 1:33.48,23 |
| Brons  | Josef Łuszczek, Polen           | 1:33.52,21 |

### 50 kilometer
26 februari 1978
| Medalj | Tävlande                         | Tid        |
| Guld   | Sven-Åke Lundbäck, Sverige       | 2:46.43,06 |
| Silver | Jevgenij Beljajev, Sovjetunionen | 2:47.34,48 |
| Brons  | Jean-Paul Pierrat, Frankrike     | 2:47.52,27 |

### 4 × 10 kilometer stafett
23 februari 1978
| Medalj | Lag                                                                           | Tid        |
| ------ | ----------------------------------------------------------------------------- | ---------- |
| Guld   | Sverige (Sven-Åke Lundbäck, Christer Johansson, Tommy Limby, Thomas Magnuson) | 2:05.17,63 |
| Silver | Finland (Esko Lähtevänoja, Juha Mieto, Pertti Teurajärvi, Matti Pitkänen)     | 2:05.28,95 |
| Brons  | Norge (Lars-Erik Eriksen, Ove Aunli, Ivar Formo, Oddvar Brå)                  | 2:06.48,37 |

## Längdåkning damer

### 5 kilometer
20 februari 1978
| Medalj | Tävlande                       | Tid      |
| Guld   | Helena Takalo, Finland         | 18.53,50 |
| Silver | Hilkka Riihivuori, Finland     | 18.58,49 |
| Brons  | Raisa Smetanina, Sovjetunionen | 19.01,30 |

### 10 kilometer
18 februari 1978
| Medalj | Tävlande                       | Tid      |
| Gold   | Zinaida Amosova, Sovjetunionen | 37.01,72 |
| Silver | Raisa Smetanina, Sovjetunionen | 37.13,37 |
| Brons  | Hilkka Riihivuori, Finland     | 37.23,43 |

### 20 kilometer
25 februari 1978
| Medalj | Tävlande                       | Tid        |
| Guld   | Zinaida Amosova, Sovjetunionen | 1:13.00,85 |
| Silver | Galina Kulakova, Sovjetunionen | 1:13.08,11 |
| Brons  | Helena Takalo, Finland         | 1:13.57,95 |

### 4 × 5 kilometer stafett
22 februari 1978
| Medalj | Lag                                                                               | Tid        |
| ------ | --------------------------------------------------------------------------------- | ---------- |
| Guld   | Finland (Taina Impiö, Marja-Liisa Hämäläinen, Hilkka Riihivuori, Helena Takalo)   | 1:13.25,08 |
| Silver | Östtyskland (Marlies Rostock, Birgit Schreiber, Barbara Petzold, Christel Meinel) | 1:13.29,74 |
| Brons  | Sovjetunionen (Nina Rotjeva, Zinaida Amosova, Raisa Smetanina, Galina Kulakova)   | 1:13.39,88 |

## Nordisk kombination

### 15 kilometer
19 februari 1978
| Medalj | Tävlande                    | Poäng  |
| Gold   | Konrad Winkler, Östtyskland | 435,24 |
| Silver | Rauno Miettinen, Finland    | 431,66 |
| Brons  | Ulrich Wehling, Östtyskland | 430,83 |

## Backhoppning

### Normalbacke
18 februari 1978
| Medalj | Tävlande                         | Poäng |
| Guld   | Matthias Buse, Östtyskland       | 253,2 |
| Silver | Henry Glass, Östtyskland         | 251,7 |
| Brons  | Aleksej Borovitin, Sovjetunionen | 250,0 |

### Stora backen
25 februari 1978
| Medalj | Tävlande                      | Poäng |
| Guld   | Tapio Räisänen, Finland       | 256,6 |
| Silver | Alois Lipburger, Österrike    | 256,3 |
| Brons  | Falko Weisspflog, Östtyskland | 255,8 |

## Medaljligan
| Placering | Nation        | Guld | Silver | Brons | Totalt |
| --------- | ------------- | ---- | ------ | ----- | ------ |
| 1         | Sovjetunionen | 3    | 5      | 3     | 11     |
| 2         | Finland       | 3    | 3      | 3     | 9      |
| 3         | Östtyskland   | 2    | 2      | 2     | 6      |
| 4         | Sverige       | 2    | 0      | 0     | 2      |
| 5         | Polen         | 1    | 0      | 1     | 2      |
| 6         | Österrike     | 0    | 1      | 0     | 1      |
| 7         | Norge         | 0    | 0      | 1     | 1      |
| 8         | Frankrike     | 0    | 0      | 1     | 1      |